# Жёлтое тело
Жёлтое тело яичника (лат. corpus luteum) — временная железа внутренней секреции в женском организме, образующаяся после овуляции и вырабатывающая гормон прогестерон. Название жёлтое тело получило благодаря жёлтому цвету своего содержимого.

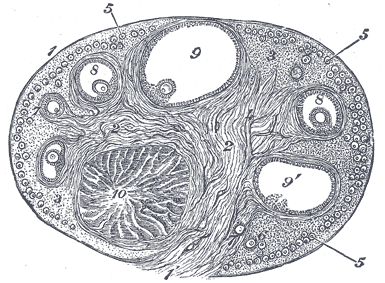
Поперечное сечение яичника:
1. Внешняя оболочка
2. Центрально расположенная строма
3. Перифокально расположенная строма
4. Кровеносные сосуды
5. Примордиальные фолликулы
6, 7, 8. Фолликулы в различных стадиях развития
9. Граафов пузырёк
9´. Фолликул, из которого вышла яйцеклетка
10. Жёлтое тело

Образование жёлтого тела из гранулёзных клеток фолликула яичника происходит в лютеиновую фазу менструального или эстерального цикла после выхода яйцеклетки из фолликула. Образование железы происходит под влиянием лютеинизирующего гормона, секретируемого клетками передней доли гипофиза. Во второй половине менструального цикла жёлтое тело вырабатывает небольшое количество эстрогена и прогестерон, гормон жёлтого тела.

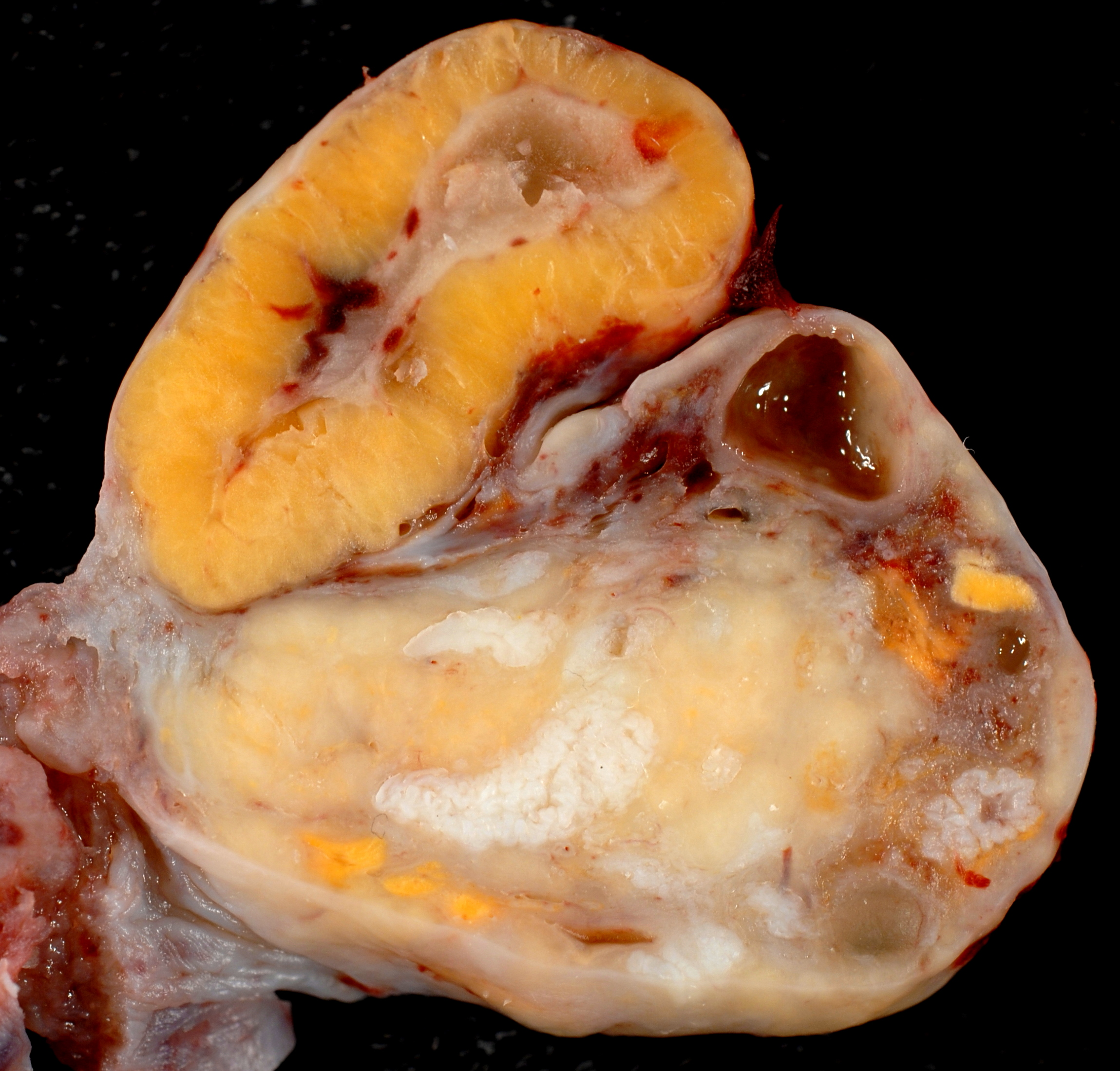
Жёлтое тело

Под воздействием прогестерона слизистая оболочка матки (эндометрий) подготавливается к возможной беременности и имплантации оплодотворённой яйцеклетки. Если оплодотворение не произошло, через несколько дней железа начинает уменьшаться в размерах, перерождается в рубцовую ткань и вырабатывает всё меньшее количество прогестерона, что в итоге ведёт к началу менструации. Участок рубцово-перерождённой ткани называется «беловатым телом» (corpus albicans), которое впоследствии исчезает. Большое количество беловатых тел придаёт яичнику характерную рубцовую структуру поверхности.
Если оплодотворение произошло, под влиянием хорионического гормона жёлтое тело (теперь оно называется corpus luteum graviditatis) остаётся активным в течение 10-12 недель, вырабатывая необходимый для развития и сохранения беременности прогестерон, который стимулирует рост эндометрия и предотвращает выход новых яйцеклеток и менструацию. Жёлтое тело сохраняется до тех пор, пока плацента не будет в состоянии самостоятельно вырабатывать эстроген и прогестерон.

## Заболевания
Частой причиной неспособности забеременеть, а также невынашивания беременности является недостаточность фазы жёлтого тела — жёлтое тело вырабатывает прогестерон в недостаточных количествах.
Также встречается киста жёлтого тела, диагностируемая при помощи УЗИ. Обычно она претерпевает обратное развитие, поэтому её лечение не является необходимым.